# Distretto di Doi Saket
Doi Saket (in thai ดอยสะเก็ด) è un distretto (Amphoe) situato nella Provincia di Chiang Mai, in Thailandia.

## Storia
Il distretto fu fondato nel 1902.

## Geografia
I distretti confinanti sono il Mae On, San Kamphaeng, San Sai, Mae Taeng, Phrao, Wiang Pa Pao e Mueang Pan. 
Il distretto ha preso il nome del monte Doi Saket (ดอยสะเก็ด), situato nel Khun Tan Range.

## Amministrazione
Il distretto Mae Chaem è diviso in 14 sotto-distretti (Tambon), che sono a loro volta divisi in 110 villaggi (Muban).
| n° | Nome                     | Villaggi | Abitanti |
| -- | ------------------------ | -------- | -------- |
| 1  | Choeng Doi (เชิงดอย)      | 13       | 10.750   |
| 2  | San Pu Loei (สันปูเลย)     | 14       | 9.137    |
| 3  | Luang Nuea (ลวงเหนือ)     | 10       | 6.330    |
| 4  | Pa Pong (ป่าป้อง)          | 7        | 3.549    |
| 5  | Sa-nga Ban (สง่าบ้าน)      | 5        | 2.225    |
| 6  | Pa Lan (ป่าลาน)           | 6        | 1.993    |
| 7  | Talat Khwan (ตลาดขวัญ)    | 6        | 3.418    |
| 8  | Samran Rat (สำราญราษฎร์)  | 8        | 3.366    |
| 9  | Mae Khue (แม่คือ)          | 6        | 4.797    |
| 10 | Talat Yai (ตลาดใหญ่)      | 5        | 3.760    |
| 11 | Mae Hoi Ngoen (แม่ฮ้อยเงิน) | 6        | 3.848    |
| 12 | Mae Pong (แม่โป่ง)         | 10       | 5.589    |
| 13 | Pa Miang (ป่าเมี่ยง)        | 6        | 3.638    |
| 14 | Thep Sadet (เทพเสด็จ)     | 8        | 1.716    |

## Galleria d'immagini

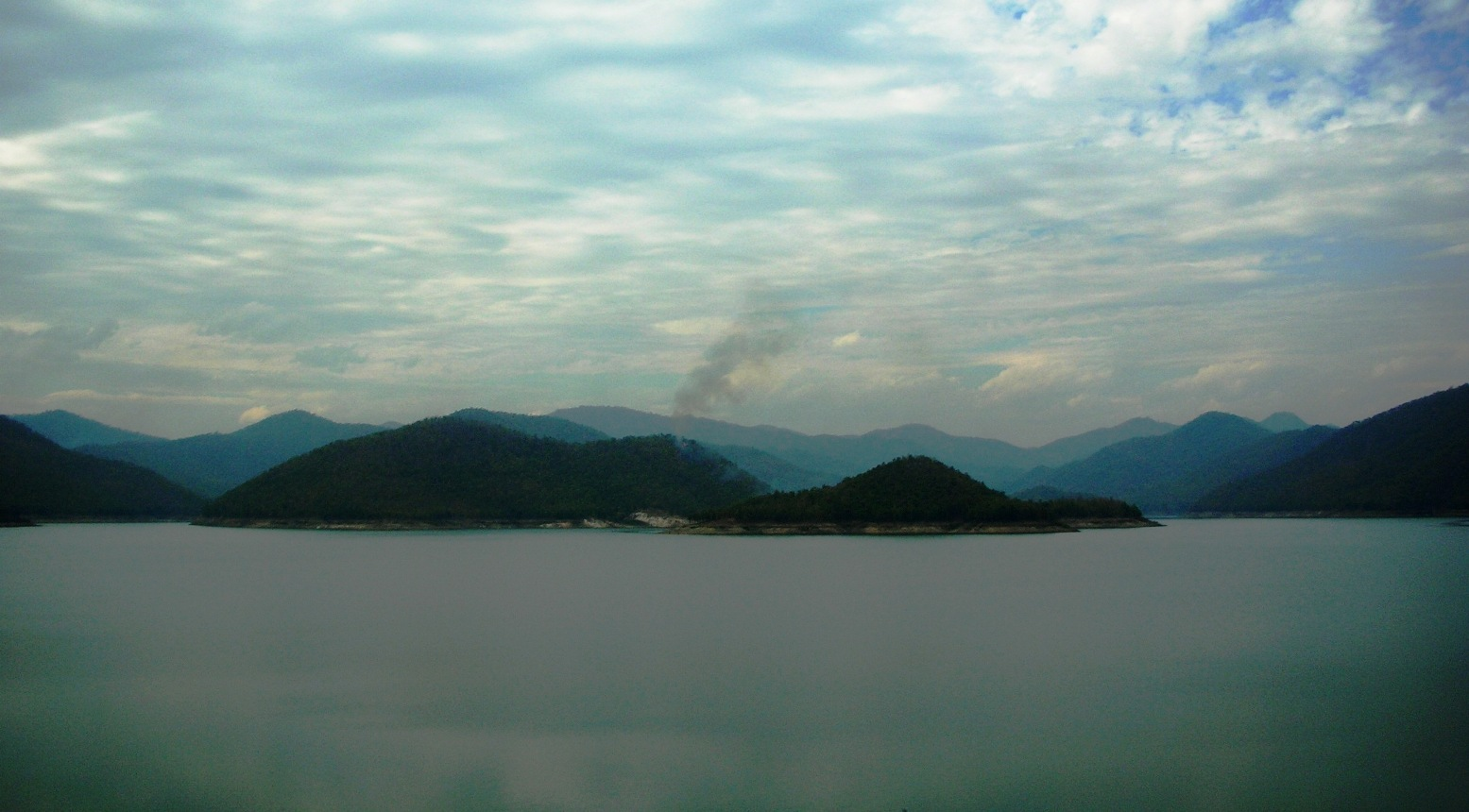
Riserva Mae Kuang nel Khun Tan Range
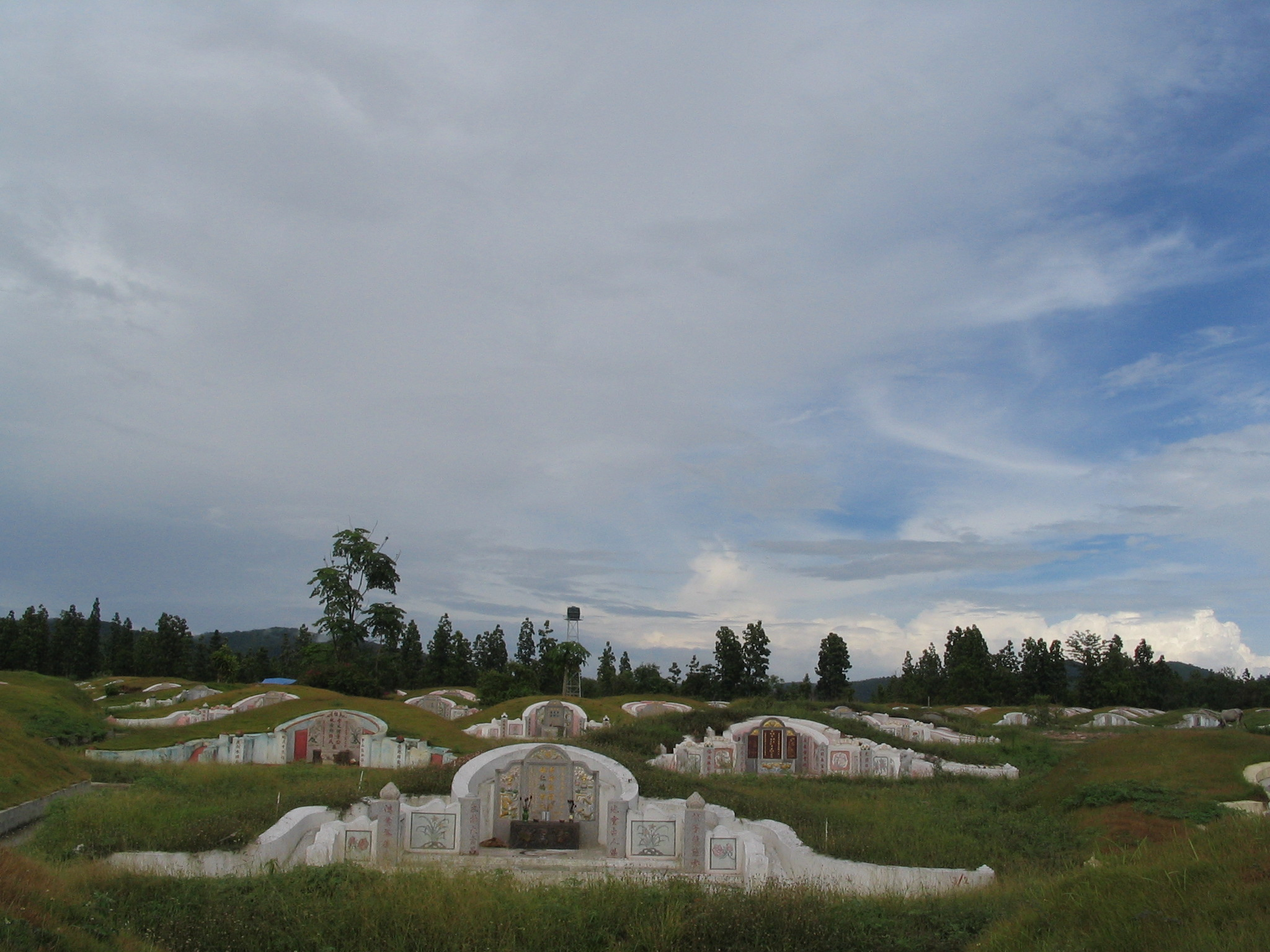
Cimitero cinese